# Triplet (biologia)
Un triplet és la seqüència de tres nucleòtids en un àcid nucleic, i en particular en un ARN missatger.
Els triplets de l'ADN reben el nom de codó.
| \| \| \| 2ª base \| \| \| \| \| U \| C \| A \| G \| \| \| \| 1.ª base \| U \| UUU Fenilalanina UUC Fenilalanina UUA Leucina UUG Leucina \| UCU Serina UCC Serina UCA Serina UCG Serina \| UAU Tirosina UAC Tirosina UAA codó d'aturada Ocre UAG 3codó d'aturada Ambre \| UGU cisteïna UGC cisteïna UGA 2codó d'aturada Òpal UGG triptofan \| \| 1.ª base \| C \| CUU Leucina CUC Leucina CUA Leucina CUG 4Leucina \| CCU Prolina CCC Prolina CCA Prolina CCG Prolina \| CAU Histidina CAC Histidina CAA Glutamina CAG Glutamina \| CGU Arginina CGC Arginina CGA Arginina CGG Arginina \| \| 1.ª base \| A \| AUU Isoleucina AUC Isoleucina AUA Isoleucina AUG 1Metionina \| ACU Treonina ACC Treonina ACA Treonina ACG Treonina \| AAU Asparagina AAC Asparagina AAA Lisina AAG Lisina \| AGU Serina AGC Serina AGA Arginina AGG Arginina \| \| 1.ª base \| G \| GUU Valina GUC Valina GUA Valina GUG Valina \| GCU Alanina GCC Alanina GCA Alanina GCG Alanina \| GAU àcid aspàrtic GAC àcid aspàrtic GAA àcid glutàmic GAG àcid glutàmic \| GGU Glicina GGC Glicina GGA Glicina GGG Glicina \| | 1. El codó AUG codifica la metionina, i a més fa d'indret d'inici; el primer AUG en un ARNm codifica l'indret on s'inicia la traducció de proteïnes. 2. En alguns microorganismes, el codó UGA codifica com selenocisteïna. 3. En alguns bacteris el codó UAG codifica la pirrolisina. 4. El codó CUG (Leu) és el codó d'inici per un dels dos productes alternatius del gen c-myc humà (Hann et al., 1987) |                                                             |                                                     |                                                                             |                                                                  |
| | | 2ª base                                                     |                                                     |                                                                             |                                                                  |
| U | C | A                                                           | G                                                   |                                                                             |                                                                  |
| 1.ª base | U | UUU Fenilalanina UUC Fenilalanina UUA Leucina UUG Leucina   | UCU Serina UCC Serina UCA Serina UCG Serina         | UAU Tirosina UAC Tirosina UAA codó d'aturada Ocre UAG 3codó d'aturada Ambre | UGU cisteïna UGC cisteïna UGA 2codó d'aturada Òpal UGG triptofan |
| 1.ª base | C | CUU Leucina CUC Leucina CUA Leucina CUG 4Leucina            | CCU Prolina CCC Prolina CCA Prolina CCG Prolina     | CAU Histidina CAC Histidina CAA Glutamina CAG Glutamina                     | CGU Arginina CGC Arginina CGA Arginina CGG Arginina              |
| 1.ª base | A | AUU Isoleucina AUC Isoleucina AUA Isoleucina AUG 1Metionina | ACU Treonina ACC Treonina ACA Treonina ACG Treonina | AAU Asparagina AAC Asparagina AAA Lisina AAG Lisina                         | AGU Serina AGC Serina AGA Arginina AGG Arginina                  |
| 1.ª base | G | GUU Valina GUC Valina GUA Valina GUG Valina                 | GCU Alanina GCC Alanina GCA Alanina GCG Alanina     | GAU àcid aspàrtic GAC àcid aspàrtic GAA àcid glutàmic GAG àcid glutàmic     | GGU Glicina GGC Glicina GGA Glicina GGG Glicina                  |

## Font
- Biologia i Geologia de 4 ESO, editorial Santillana, Projecte La Casa del Saber. Especialitzat en Illes Balears. Imprès el 2008.
- Definició del diccionari de la Real Academia Espanyola.